# Hovasaurus
Hovasaurus je vyhynulý rod diapsidního plaza z řádu Eosuchia. Žil na území dnešního Madagaskaru ve svrchním permu a spodním triasu.
Podobal se štíhlé ještěrce, tělo měl dlouhé zhruba 50 cm. Byl adaptován k životu ve vodě. Jeho ocas byl dvakrát delší než tělo, byl ze stran zploštělý a silný. Sloužil pohybu jako je tomu u dnešních mořských hadů. Pravděpodobně polykal kameny, aby se mohl ve vodě při pronásledování kořisti, kterou tvořily zřejmě ryby, potopit ke dnu.